# Tanz mit mir
Tanz mit mir (Originaltitel: Shall We Dance) ist ein US-amerikanisches Filmmusical mit Fred Astaire und Ginger Rogers aus dem Jahr 1937. Die Regie führte Mark Sandrich, die Musik stammt vom Songschreiberduo George und Ira Gershwin. Als literarische Vorlage diente die Geschichte Watch Your Step von Lee Loeb und Harold Buchman.

## Handlung
Der US-amerikanische Balletttänzer Peter P. Peters, der unter dem Künstlernamen Petrov auftritt, ist auf Europatournee. Er tanzt derzeit in einem Ensemble in Paris, das dem trotteligen Ballettliebhaber Jeffrey Baird gehört. Peter wünscht sich jedoch insgeheim, klassisches Ballett mit modernen Jazz-Tanzschritten zu vermischen. Auf einem Foto sieht er eines Tages die Stepptänzerin Linda Keene, die sich ebenfalls in Paris aufhält. Er verliebt sich in sie und ist entschlossen, sie für sich zu gewinnen. Als sie sich jedoch zum ersten Mal treffen, ist Linda von Peter – der sich ihr gegenüber mit seinem Künstlernamen zunächst als Russe ausgibt – nicht sonderlich angetan. Umso mehr an ihm interessiert ist Lady Denise Tarrington, eine ehemalige Tanzpartnerin von Peter, die er nach einigen Jahren wiedertrifft. Um Lady Tarrington abzuwehren, gibt er sich ihr gegenüber als verheirateter Familienvater aus.
Kurz darauf sehen sich Linda und Peter auf einem Ozeandampfer in Richtung New York wieder, allerdings nicht zufällig – Peter war ihr gefolgt. Während gemeinsamer Spaziergänge an Deck kommen sie sich schließlich näher. Ein Interview von Lady Tarrington, in dem sie Peter als Familienvater benennt, sowie die übliche Fantasie der Presse führen dazu, dass die Zeitungen berichten, Peter und Linda seien verheiratet. Linda will jedoch den New Yorker Geschäftsmann Jim Montgomery heiraten – sehr zum Ärgernis von Verehrer Peter und ihrem Manager Arthur, da Linda mit der Hochzeit auch ihre Tanzkarriere beenden würde. Da es weder Linda noch Peter gelingt, das Gerücht über ihre vermeintliche Ehe zu zerstreuen, beschließen sie, tatsächlich zu heiraten, um sich am nächsten Tag offiziell scheiden zu lassen.
Linda muss allerdings feststellen, dass sie sich in Peter verliebt hat und gar keine Scheidung will. Als sie Peter mit Lady Tarrington antrifft, die Peter inzwischen nach New York nachgereist ist, missversteht Linda die Situation und besteht schließlich doch auf eine Scheidung. Als sie ihm bei einer großen Revue die Scheidungspapiere überreichen will, überlegt sie es sich noch einmal anders und tanzt mit Peter auf der Bühne.

## Hintergrund
Tanz mit mir war der siebte von zehn gemeinsamen Filmen von Fred Astaire und Ginger Rogers. Erste Proben, die sich am Ende auf 300 Stunden summiert haben sollen, fanden im November 1935 statt. Gedreht wurde vom 24. Dezember 1936 bis 22. März 1937. Komponist George Gershwin, der zuvor am Broadway eine Reihe von Flops gehabt hatte, erhielt von RKO Pictures für seine Beteiligung an Tanz mit mir 55.000 Dollar, was verglichen mit Honoraren von Kollegen wie Irving Berlin und Jerome Kern eher wenig war. Zusammen mit seinem Bruder, dem Liedtexter Ira Gershwin, schrieb er Monate vor Drehbeginn sechs Songs, um die anschließend eine Handlung konstruiert wurde. Gershwin, der zusammen mit seinem Bruder für den Film erst zum zweiten Mal in Hollywood tätig war, litt während des Drehs an einem Gehirntumor, an dem er im Juli 1937 verstarb.
Für die Tanzeinlagen sah Pandro S. Berman ursprünglich den renommierten George Balanchine als Choreograf vor, doch musste Balanchine aufgrund seiner Verpflichtungen an der Metropolitan Opera absagen. Die Ballettszenen sollte dann der russische Choreograf Léonide Massine gestalten, was letztlich jedoch Harry Losee trotz seines Schwerpunkts auf Modern Dance übernahm. Die anderen Tanzeinlagen choreografierte Astaire zusammen mit seinem langjährigen Weggefährten Hermes Pan. Allein die Rollschuhtanzeinlage zu Let’s Call The Whole Thing Off beanspruchte eine 32-stündige Vorbereitung und vier Drehtage.
Die Weltpremiere von Tanz mit mir fand am 7. Mai 1937 in den Vereinigten Staaten statt. Nachdem bereits der zuvor veröffentlichte Astaire-Rogers-Film Swing Time (1936) nur mäßig an den Kinokassen abgeschnitten hatte, machte auch Tanz mit mir mit 413.000 Dollar vergleichsweise wenig Gewinn. Auch die Gershwin-Songs wurden erst Jahre später populär. Am 2. Februar 1972 wurde das Filmmusical erstmals im deutschen Fernsehen vom Bayerischen Rundfunk gezeigt, jedoch im Originalton mit deutschen Untertiteln. Erst am 13. März 1983 wurde eine synchronisierte Fassung vom ZDF im Fernsehen ausgestrahlt.

## Musik- und Tanznummern
- Slap That Bass (George Gershwin, Ira Gershwin): gesungen und getanzt von Fred Astaire im Maschinenraum des Schiffs
- Beginner’s Luck (Gershwin, Gershwin): gesungen von Astaire auf der Überfahrt
- They All Laughed (Gershwin, Gershwin): zunächst gesungen von Ginger Rogers, danach getanzt von Rogers und Astaire in einem Ballsaal
- Let’s Call the Whole Thing Off (Gershwin, Gershwin): gesungen von Astaire und Rogers, danach von ihnen auf Rollschuhen getanzt
- They Can’t Take That Away from Me (Gershwin, Gershwin): gesungen von Astaire
- Shall We Dance (Gershwin, Gershwin): zunächst gesungen von Astaire, daraufhin finaler Tanz von Astaire und Rogers

## Kritiken
„Schwungvolles Musical mit dem Duo Astaire/Rogers und einigen längst zu Klassikern avancierten Songs von George und Ira Gershwin“, schrieb das Lexikon des internationalen Films. Doch sei bei „allem Unterhaltungswert […] nicht zu übersehen“, dass sich zahlreiche Drehbuchideen „gegenüber früheren Filmen des Duos wiederholen und leicht abnutzen“.
Variety fand den siebten Astaire-Rogers-Film „hervorragend“. Die komödiantische Handlung sei „solide“ und der Schnitt sei „der beste, den ein Astaire-Film seit langem gehabt hat“. Die Songs seien „gut verteilt, ohne einen davon übertrieben herausstechen zu lassen“. Der Filmkritiker Leonard Maltin befand rückblickend, dass Tanz mit mir als weniger gutes Astaire-Rogers-Vehikel „immer noch ein Topmusical“ sei. Dabei hätten die Gershwin-Songs „den schwachen Plot“ zusammengehalten.

## Auszeichnungen
Bei der Oscarverleihung 1938 war das Lied They Can’t Take That Away from Me aus Tanz mit mir in der Kategorie Bester Song nominiert. Die Songschreiber George und Ira Gershwin konnten sich jedoch nicht gegen Harry Owens und seinen Song Sweet Leilani aus Waikiki Wedding durchsetzen.

## Deutsche Fassung
Die deutsche Synchronfassung entstand 1982 im Auftrag des ZDF. Für das Dialogbuch und die Synchronregie war Brigitte Theile zuständig.
| Rolle                  | Darsteller            | Synchronsprecher    |
| ---------------------- | --------------------- | ------------------- |
| Petrov/Peter P. Peters | Fred Astaire          | Eckart Dux          |
| Linda Keene            | Ginger Rogers         | Andrea L’Arronge    |
| Jeffrey Baird          | Edward Everett Horton | Holger Hagen        |
| Cecil Flintridge       | Eric Blore            | Manfred Lichtenfeld |
| Arthur Miller          | Jerome Cowan          | Randolf Kronberg    |
| Jim Montgomery         | William Brisbane      | Franz Rudnick       |
| Bordfunker             | Henry Mowbray         | Wolf Ackva          |
| Charlie                | Sam Wren              | Klaus Kindler       |
| Standesbeamter         | William Burress       | Bruno W. Pantel     |